# دليفري هيرو
دليفري هيرو هي شركة ألمانية متعددة الجنسيات تقدم خدمة توصيل الطعام عبر الإنترنت ومقرها في برلين، ألمانيا. تعمل الشركة في أكثر من 50 دولة على مستوى العالم في أوروبا وآسيا وأمريكا اللاتينية والشرق الأوسط وتملك شراكة مع أكثر من 500,000 مطعم. توسعت الشركة وقدمت خدمات أخرى غير توصيل الطعام، وهي لاعبٌ رئيسيٌّ فيما ظهر مؤخرًا وأصبح يعرف بالتجارة السريعة، والتي تقوم بتوصيل طلبات بحجم صغير في أقل من ساعة.
يقع المقر الرئيسي للشركة في ألمانيا ولها مكاتب في أنحاء العالم ، باعتبارها " شركة غيغ اقتصادية" (على غرار أوبر أو إير بي إن بي) يتم تنفيذ جميع عمليات تسليم الشركة تقريبًا بواسطة عمال يستخدمون الدراجات النارية والدراجات والسيارات، ويتم إرسالها عبر الهاتف الذكي لتطبيقات الشركة.
بشكل عام، وعلى عكس السوابق القانونية الحديثة في كندا وأستراليا ، لا تصنف الشركة هؤلاء الناقلين كموظفين. أدت هذه السياسة إلى معارك قانونية مستمرة ونزاعات عمالية، وقد تكون مرتبطة بإغلاق عمليات لدليفري هيرو في العديد من البلدان.
في الربع الثالث من عام 2021 ، أتمت منصة دليفري هيرو 791 مليون معاملة طلب - وهو ما يعادل نموًا سنويًا بنسبة 52٪.

## تاريخ
تم تأسيس شركة دليفري هيرو القابضة في برلين بواسطة نيكلاس أوستبرغ و Kolja Hebenstreit و Markus Fuhrmann و Lukasz Gadowski في مايو 2011، بهدف تحويل دليفري هيرو إلى منصة عالمية لطلب الطعام عبر الإنترنت. تحت قيادة نيكلاس أوستبرغ و Fabian Siegel ، توسعت الشركة لأول مرة في أستراليا والمملكة المتحدة في عام 2011. في أوائل عام 2012 ، استحوذت الشركة على Lieferhold في ألمانيا واستحوذت على حصة في Foodarena ، سويسرا.
جمعت الشركة 25 مليون يورو في شكل تمويل لغرض تمويل عمليات الاستحواذ في أربع دول أوروبية: السويد وفنلندا والنمسا وبولندا. في أغسطس 2012 بدأت دليفري هيرو في التوسع في كل من كوريا الجنوبية والصين من خلال YoGiYo و Aimifan واستمر التوسع الآسيوي في عام 2013 عندما زادت الشركة الاستثمار في TastyKhana بعد فترة تعاون ناجحة.

## عمليات الاستحواذ والاستثمارات
استحوذت شركة ديلفري هيرو على الشركات التالية:
- 2011: Hungryhouse (المملكة المتحدة).
- 2012: Lieferheld (ألمانيا).
- 2012: OnlinePizza (السويد).
- 2012: PizzaPortal (بولندا).
- 2012: Pizza-Online (فنلندا).
- 2014: PedidosYa (أمريكا الجنوبية).[19]
- 2014: Sinimanes (الأرجنتين والمكسيك وتشيلي).[20]
- 2014: ClickDelivery (كولومبيا، وبيرو، وبعض مدن الأرجنتين).[21]
- 2014: Subdelivery (البرازيل).[22]
- 2015: طلبات (دول الخليج العربية، والأردن ومصر).[23]
- 2015: DameJidlo (سلوفاكيا، والتشيك).[24]
- 2015: Jidloted (التشيك).[24]
- 2015: Yemeksepeti (تركيا، واليونان، والسعودية، ولبنان).[25]
- 2015: Suppertime Australia (أستراليا).[26]
- 2016: Foodpanda (تنشط في آسيا والمحيط الهادئ،[27] وبلغاريا، ورومانيا).
- 2017: كاريدج (دول الخليج العربية).[28]
- 2017: Foodfly (كوريا الجنوبية).[29]
- 2018: Foodarena (سويسرا).[30]
- 2019: Honest Food (سلسلة مطاعم توصيل فقط).[31]
- 2020: Woowa Brothers (كوريا الجنوبية).[32]
- 2020: InstaShop (الإمارات وقطر والبحرين ومصر ولبنان).[33]
- 2020: Glovo (أمريكا الجنوبية).[34]
- 2023: Hunger Station (المملكة العربية السعودية)[35]

## الأرقام المالية
| السنة | الإيرادات (مليون يورو) | EBITDA (مليون يورو) | طاقم العمل | المصدر |
| ----- | ---------------------- | ------------------- | ---------- | ------ |
| 2013  | 42                     | -26                 | 547        | [ 36 ] |
| 2014  | 88                     | -70                 | 1018       | [ 36 ] |
| 2015  | 200                    | -174                | 2843       | [ 37 ] |
| 2016  | 297                    | -107                | 6848       | [ 38 ] |
| 2017  | 544                    | -94                 | 12882      | [ 39 ] |
| 2018  | 792                    | -141.6              | 16627      | [ 40 ] |
| 2019  | 1,238                  | -431                | 22515      | [ 41 ] |

## وصلات خارجية
- الموقع الرسمي